# Abbazia di Santa Maria di Casanova
Santa Maria di Casanova a Villa Celiera, in provincia di Pescara, è stata la prima delle cinque abbazie cistercensi in Abruzzo.

## Storia

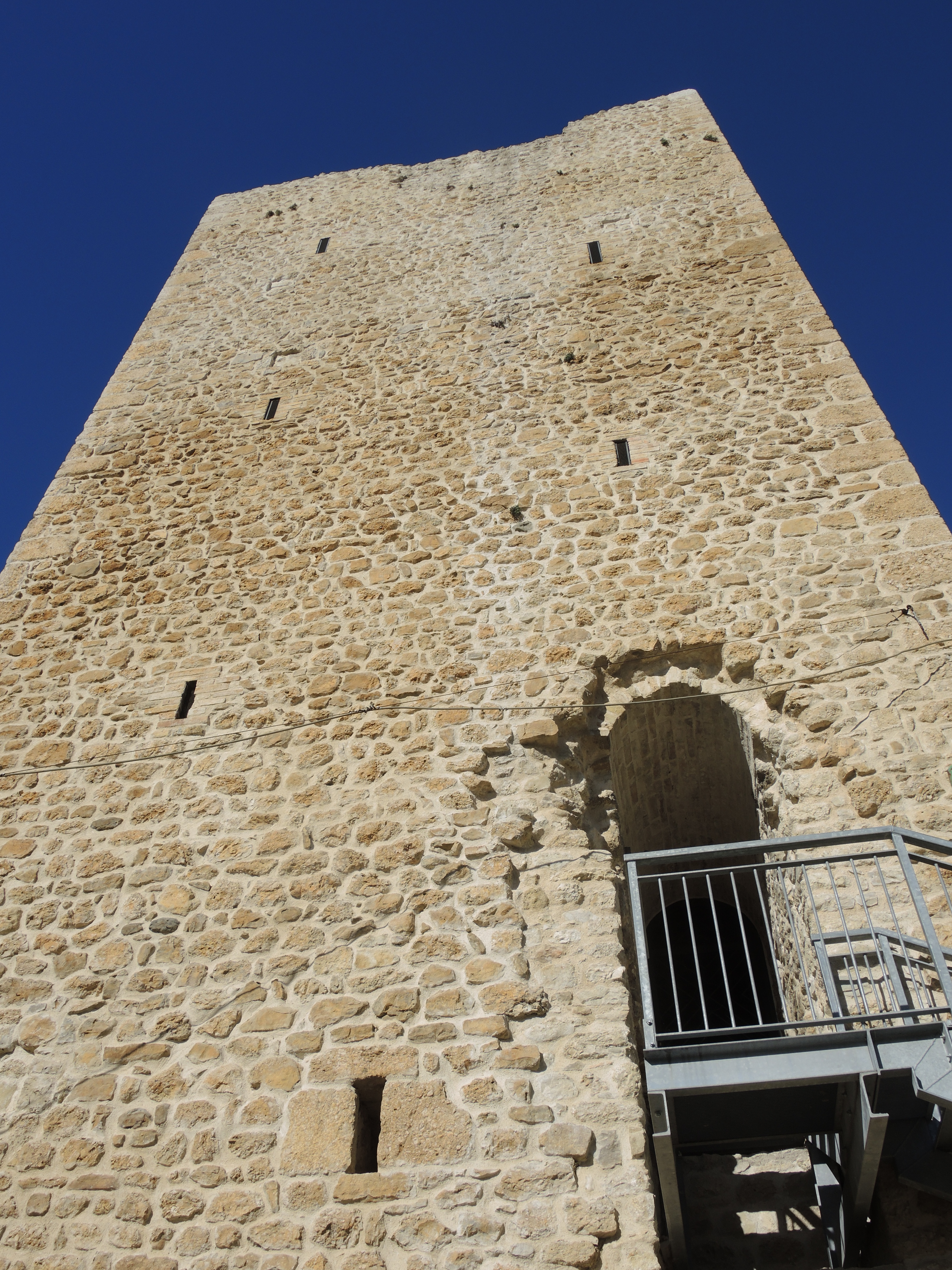
Accesso

L'abbazia fu il primo insediamento cistercense in Abruzzo, fondata nel 1191 nella diocesi di Penne dalla contessa Margherita di Loreto Aprutino come filiazione dell'abbazia delle Tre Fontane di Roma.

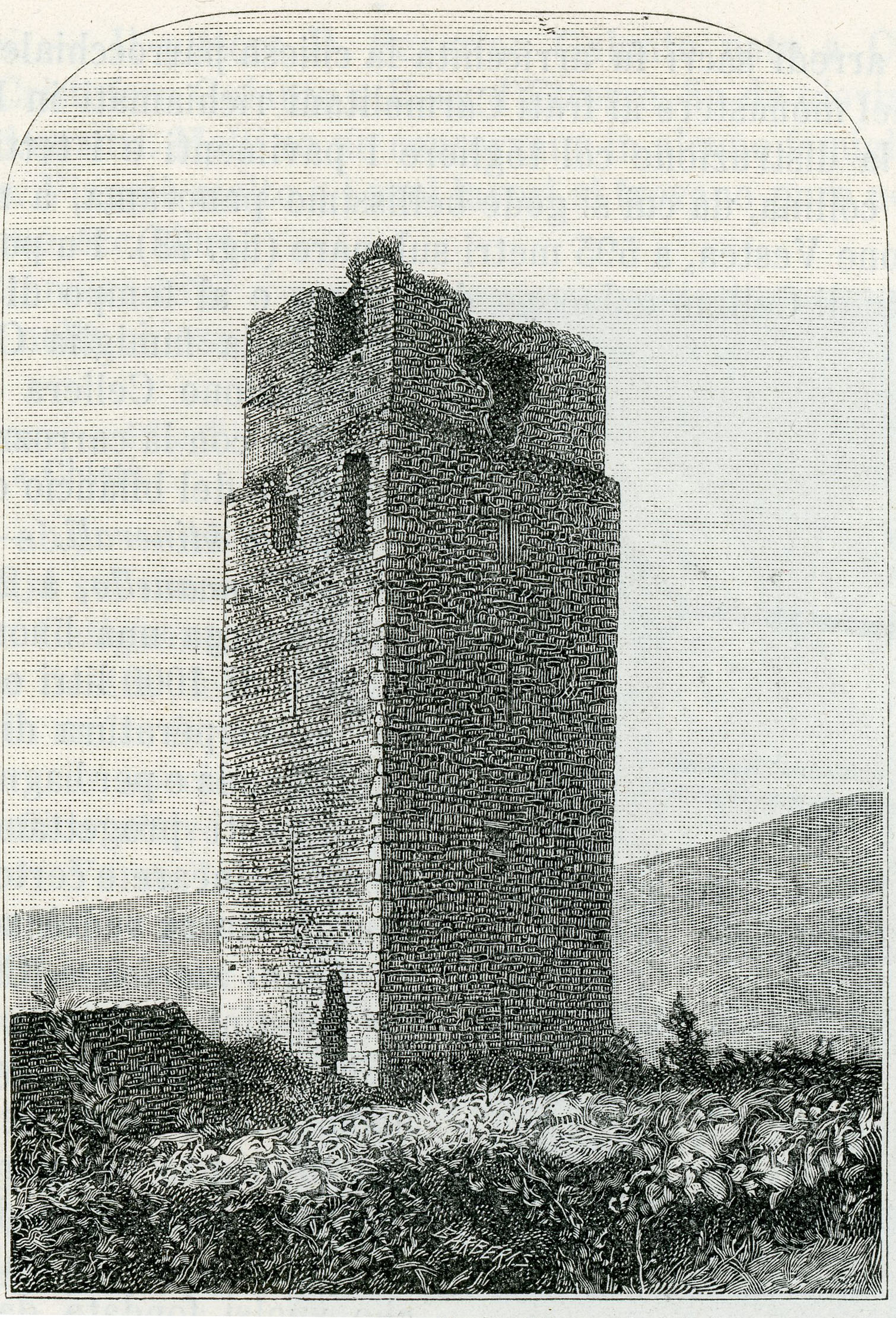
La torre del monastero in un disegno ottocentesco di Edward Lear

Con i poteri accordati da papa Innocenzo III, papa Onorio III, papa Gregorio IX e Papa Alessandro IV, l'influenza dell'abbazia si estese anche fuori dell'Abruzzo, con le filiazioni dell'abbazia di Ripalta presso San Severo nel 1201, San Pastore presso Greccio, in provincia di Rieti nel 1218, Santo Spirito d'Ocre nel 1248, Santa Maria delle Tremiti nel 1237 e San Bartolomeo a Carpineto della Nora nel 1258.
Nel secolo successivo, però, l'abazia iniziò un lento declino passando dai cinquecento monaci del XIII secolo ai nove del XVII. Attorno al 1330 l'abbazia era stata assegnata in commenda al vescovo di Viterbo, nel 1343 fu abbandonato il santuario di Tremiti, nel 1368 fu affidata ai Celestini, nel 1586 venne data in commenda a Federico Borromeo che vi restò tino al 1631, trasferendo alla Biblioteca Ambrosiana i celebri codici minati dall'abate Erimondo.
L'abbazia venne abbandonata nel 1807 alla soppressione degli ordini religiosi da parte di Giuseppe Bonaparte. Allora, e fino al 1914, anno in cui nacque il comune di Villa Celiera, l'abbazia fece parte del comune originario di Civitella Casanova, al quale dà infatti il nome.

## Architettura

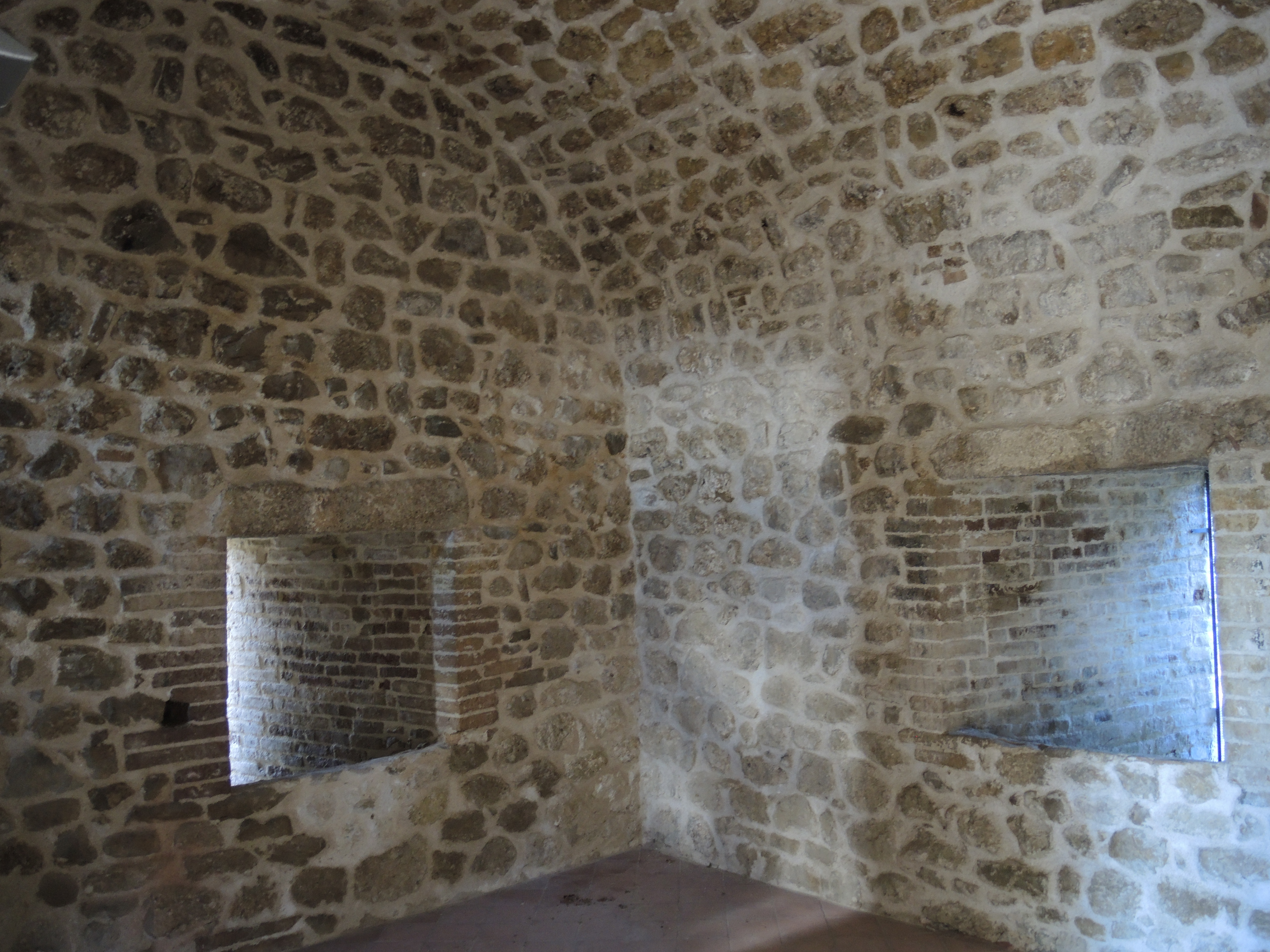
Interno

Dell'abbazia rimangono solo delle rovine, soggette a parziali interventi di recupero.
In particolare, la torre di difesa in pietra a base quadrata è stata parzialmente recuperata. Rimangono tracce del chiostro con il pozzo centrale e della sala capitolare. Della chiesa rimane parte della facciata e delle mura perimetrali.